# Ademoneuron
Ademoneuron är ett släkte av steklar. Ademoneuron ingår i familjen bracksteklar.
Kladogram enligt Catalogue of Life:
| Ademoneuron | \| \| Ademoneuron graculis \| \| \| \| \| \| Ademoneuron yasirae \| \| \| \| |
|             | \| \| Ademoneuron graculis \| \| \| \| \| \| Ademoneuron yasirae \| \| \| \| |
|             | Ademoneuron graculis                                                         |
|             |                                                                              |
|             | Ademoneuron yasirae                                                          |
|             |                                                                              |